# 에마뉘엘 이모루
에마뉘엘 필리프 이모루(프랑스어: Emmanuel Philippe Imorou, 1988년 9월 16일 ~ )는 베냉의 전 축구 선수로 포지션은 레프트 백이다. 프랑스 태생으로 베냉 국가대표팀에서 활약했다.

## 구단 경력
이모루는 2004년 부르주에서 선수 생활을 시작한 뒤, 2005년 샤토루에서 리저브 팀에 합류했다. 2007년에는 시니어 팀으로 승격했다. 두 시즌 동안 거의 사용하지 못하다가 샹피오나 나시오날 클럽인 괴뇽으로 임대되었다. 괴뇽에서 그는 비리그 경기를 치렀고 2010-11 시즌에는 샤토루로 복귀했다. 이모루에게 있어 그 시즌은 의심할 여지 없이 가장 성공적이었다. 이후 그는 프랑스와 해외 클럽들로부터 많은 관심을 끌었다.
2011년 여름, 그는 5년 계약에 비공개 이적료로 프리메이라리가의 브라가에 합류했다. 그는 실비오가 남긴 풀백 자리를 메우기 위해 계약되었고, 실비오는 800만 유로에 아틀레티코 마드리드에 팔렸다. 브라가에서 그의 출전 시간은 부상뿐만 아니라 출전 시간 부족으로 인해 방해를 받았다. 그는 시즌 내내 5경기를 뛰는데 성공했고, 주로 미겔 로페스와 우와 에치에질레의 풀백 백업 선수로 사용되었다. 브라가에서 1년을 보낸 후, 그는 클럽을 떠나 2012년 여름 프랑스 리그 2의 클레르몽 푸트와 자유 이적했다. 2014년 6월 24일, 그는 새롭게 승격된 리그 1의 캉에 합류했고, 클레르몽 선수로서의 2년 경력을 마쳤다. 2019년 9월 22일, 이모루는 프랑스 클럽 토농 에비앙과 계약을 체결했다.

## 국가대표팀 경력
이모루는 프랑스에서 베냉 국가대표팀에서 뛸 수 있는 권리를 부여하는 베냉 부모님 사이에서 태어났다. 그는 2010년 아프리카 네이션스컵에 출전할 선수단의 일원으로 처음으로 2010년 국가대표팀에 소집되었다.
미셸 뒤수이어는 그의 부름을 받아 모잠비크와의 조별 리그 경기에서 그의 선수 데뷔 전을 치렀고, 그는 펠리시엔 싱보와 교체되어 출전했다. 베냉은 결국 우승국인 이집트와 나이지리아에 이어 조 3위를 차지했다.
아프리카 네이션스컵 이후, 그는 예선전과 국제 친선 경기에 참가하기 위해 정기적으로 소집되었다.
그는 2019년 아프리카 네이션스컵에 출전하여 베냉이 8강에 진출했다.